# لک بیکر، نیوبرانزویک
لک بیکر، نیوبرانزویک (به انگلیسی: Lac-Baker, New Brunswick) یک منطقهٔ مسکونی در کانادا است که در ماداواسکا واقع شده‌است. لک بیکر ۳۷٫۱۲ کیلومتر مربع مساحت و ۷۱۹ نفر جمعیت دارد.